# Kátovské jazero
Kátovské jezero byl bývalý chráněný areál v blízkosti obce Kátov na rozloze 6,8 ha.
Předmětem ochrany byl zachovaný zbytek původní typické krajiny nivy řeky Moravy. Vyznačuje se velkou pestrostí fauny a flóry, vázané na ubývající mokřadní biotopy, proto má velký význam z hlediska zachování biologické rozmanitosti, jak i z hlediska vodního režimu okolí.
1. ledna 2012 byla ochrana zrušena.